# Dioxazinviolett

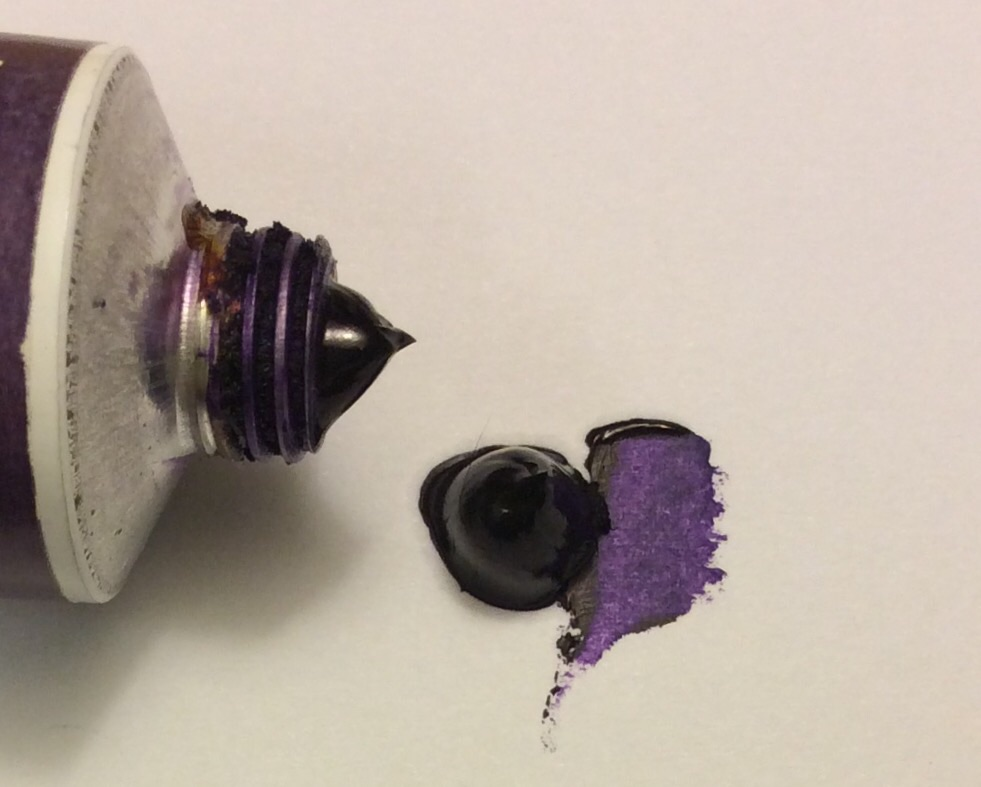
Oljefärg med Pigment Violet 23

Dioxazinviolett är pigment med lila nyanser och som i sina kemiska strukturer innehåller två oxazinenheter.

C.I. Pigment Violet 23

C.I. Pigment Violet 23 (C.I. 51319), även kallat karbazolviolett eller karbasolviolett, är den  vanligaste formen av dioxazinviolett. Det är ett mycket färgstarkt och mörkt violett pigment, vars nyans drar åt det blå hållet. Nyansen kan dock skilja sig åt mellan målarfärger, till exempel beroende på olika kristallformer av pigmentet och rivningen av det. Även ljusäktheten kan skilja sig åt mellan olika målarfärger med detta pigment. PV23 är ett av de pigment som normalt ingår i färgtillverkarnas brytsystem för målarfärg.

C.I. Pigment Violet 37

C.I. Pigment Violet 37 (C.I. 51345) drar mer åt det röda hållet och sägs ha en god ljusäkthet.